# The Bourne Conspiracy
The Bourne Conspiracy är en tredjepersonsskjutare som är baserad på filmen The Bourne Identity.
I spelet spelar man spelar Jason Bourne innan han gick på båten för att avrätta Wombosi och mer i hans förflutna. Spelet är bara likt den första filmen och man spelar i Bournes förlutna. 